# San Bartolomeo (Brescia)
San Bartolomeo è un quartiere di Brescia. Fino al 30 giugno 1880 fu un comune autonomo il cui territorio inglobava parte dell'attuale zona nord-occidentale di Brescia.

## Geografia fisica
Il territorio del quartiere è pianeggiante, delimitato a ovest dal corso del fiume Mella, a sud da via Guglielmo Oberdan, a est da via Triumplina e a nord dai quartieri Prealpino e Casazza.
Il quartiere è ricco di corsi d'acqua come i canali Bova e Grande, entrambi derivati dal Mella.

## Origine del nome
Il toponimo deriva dalla chiesa di san Bartolomeo apostolo.

## Storia

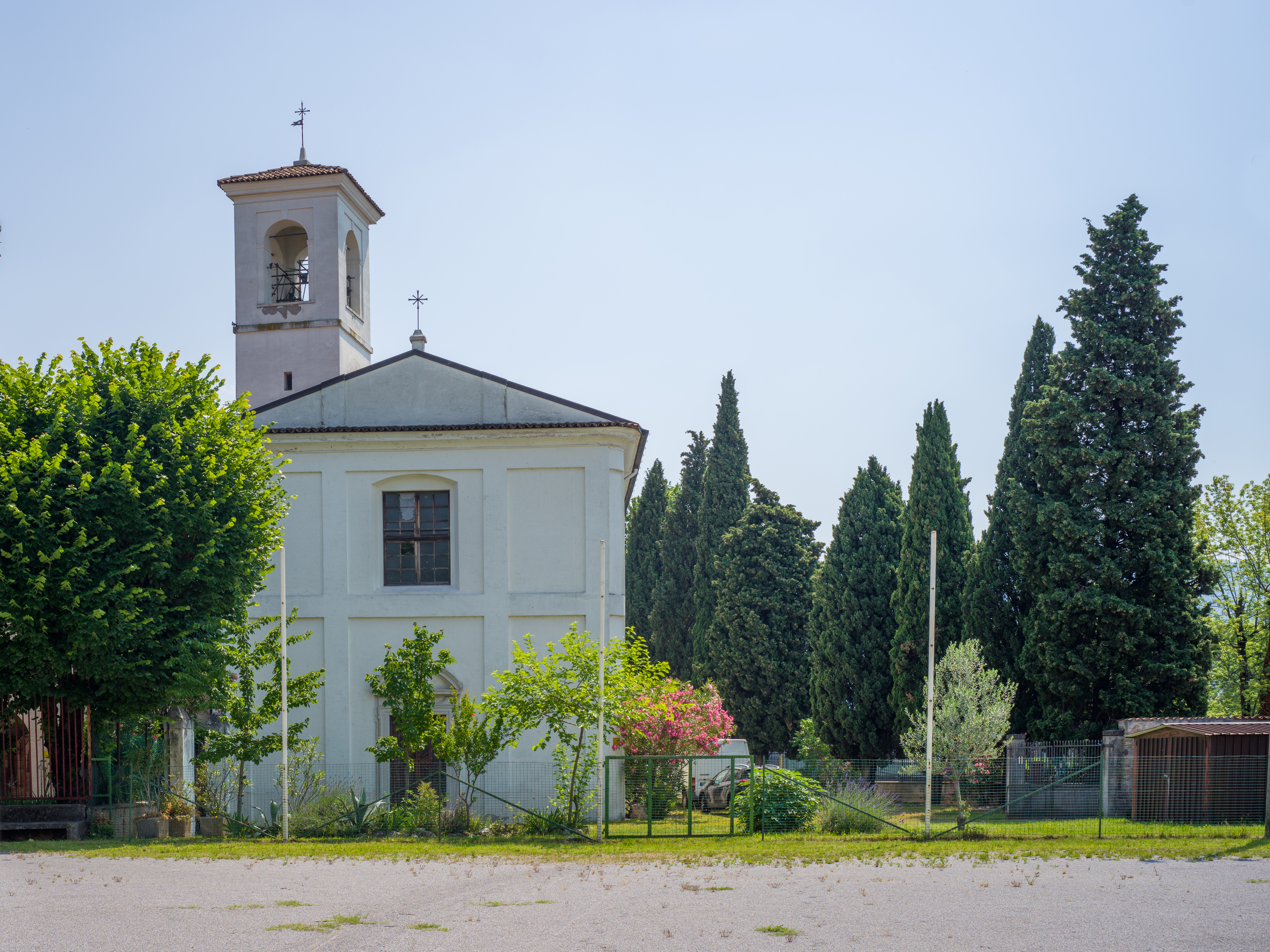
L'originaria chiesa di San Bartolomeo

### Medioevo e Rinascimento
Le prime testimonianze della chiesa di San Bartolomeo risalgono al 1299, quando in alcuni documenti lo si cita come "in Clausuris": con il termine "chiusure" si indicava l'area del suburbio attorno alla cinta muraria. Presso San Bartolomeo sorse un cenobio dedito all'assistenza degli ammalati e gestito dagli Agostiniani che, dal Quattrocento, divenne sede del lazzaretto per la cura degli appestati.
Dalla fine del Quattrocento il Lazzaretto fu gestito dai carmelitani. Esso rimase funzionante fino al Settecento, quando per l'assenza di pestilenze cadde in disuso: ceduto in affitto ad aziende agricole, poi rifugio di sbandati, nel 1884 il comune di Brescia decise di abbattere parzialmente l'edificio in modo da poterne riutilizzare l'area per la costruzione di una scuola comunale. Negli anni Cinquanta del Novecento, quanto rimase del Lazzaretto fu donato dalla Giunta Boni alla parrocchia.

### Autonomia comunale
Sotto la Repubblica di Venezia, nel Cinquecento, San Bartolomeo divenne comune con un apposito statuto riconosciuto dalla città di Brescia. L'amministrazione fu affidata a un consiglio formato dai "Giudici dei chiosi".
Grazie alla presenza dei corsi d'acqua Bova e Grande Superiore, San Bartolomeo conobbe lo sviluppo di numerose attività artigianali a partire dal Seicento. Sorsero officine per la lavorazione del ferro, del rame, delle pelli e del legno. Nel 1688, per ordine del capitano Gerolamo Corralo fu costruita una polveriera.
Alla fine del Settecento, l'arrivo dei rivoluzionari francesi portò alla costituzione della repubblica Bresciana (1797) presto sostituita dalla Cisalpina (1797-1802) e dall'Italiana (1802-1805). Nel 1797, San Bartolomeo fu indicata come comunità appartenente alle "Chiusure a sera della Garza fuori di Porta Pile" del Cantone di Garza Occidentale. Dal settembre 1798 fino al giugno 1805 fece parte del comune di Stocchetta e San Bartolomeo del Dipartimento del Mella. Nel giugno 1805, sotto il regno Italico di Napoleone, fu accorpato al comune di Brescia.
Il 1º maggio 1816, con la riorganizzazione amministrativa del Regno Lombardo-Veneto prevista dalla notificazione del 12 febbraio, San Bartolomeo riacquistò l'autonomia comunale, diventando uno dei cinque comuni delle chiusure o corpisanti di Brescia, assieme a Fiumicello, Mompiano, Sant'Alessandro e San Nazzaro. Il comune si estendeva presso tutta l'area nord-occidentale dell'attuale comune di Brescia: a nord con i comuni di Collebeato e Concesio, a ovest con il comune di Mompiano fino alla cinta muraria di Brescia, comprendendo Borgo Pile (ora Borgo Trento), a sud con Brescia e il comune di Fiumicello fino alla località Ponte Crotte, dove il confine occidentale era delimitato dal fiume Mella.
Negli anni Quaranta dell'Ottocento, la famiglia Hoessly, di origini svizzere, impiantò uno stabilimento meccanico di cotone: l'attività fu aperta dal padre Kaspar (1773-1857) e proseguì sotto la conduzione del figlio Gaspare.
Dopo l'esito della Battaglia di Solferino e San Martino e secondo quanto previsto dalla legge Rattazzi, San Bartolomeo mantenne l'autonomia comunale sia sotto il Regno di Sardegna (1859-61) sia sotto il Regno d'Italia. Fu inserito nel III Mandamento e nel I Circondario di Brescia. Negli anni Settanta dell'Ottocento, si svolse un dibattito sulla necessità di accorpare i cinque comuni delle chiusure al capoluogo. Nonostante le resistenze delle amministrazioni locali del suburbio, tra cui anche quella di San Bartolomeo, i comuni furono soppressi e i territori assegnati a Brescia.

### Frazione e quartiere di Brescia
A partire dagli anni Cinquanta del Novecento, si edificarono alcuni quartieri residenziali, primo tra tutti quello IACP dedicato agli esuli giuliano dalmati e si costruirono le scuole superiori Tartaglia e Abba-Ballini. La fonderia «Ori Martin» si trasferì a San Bartolomeo dalla precedente sede di via Fiume. Una parte del quartiere ha mantenuto un aspetto rurale con alcune ville settecentesche.
Tra la fine degli anni Sessanta e l'inizio degli anni Settanta, anche a San Bartolomeo, come presso alcuni quartieri di Brescia, sorse un comitato di quartiere che chiedeva all'amministrazione comunale Boni un riconoscimento ufficiale e la disponibilità di mezzi e strumenti per partecipare alla stesura del bilancio comunale e intervenire nelle decisioni urbanistiche a carattere locale. Il consiglio comunale votò l'istituzione dei consigli di quartiere nel luglio 1972, delimitando i confini di quello di San Bartolomeo in un quadrilatero composto dal fiume Mella, via Oberdan, via Triumplina e il confine con Concesio. Ne era esclusa l'area residenziale di Casazza che fu costituita a quartiere separato. Le elezioni si tennero il 21 ottobre 1973.
Nel 1977, la Giunta Trebeschi recepì la legge 278/1976, suddividendo il territorio comunale in nove circoscrizioni. Il quartiere fu assegnato alla Prima circoscrizione, assieme a Borgo Trento, Casazza e Sant'Eustacchio. Vent'anni dopo, la Giunta Corsini ridusse il numero delle circoscrizioni portandole da nove a cinque e San Bartolomeo fu assegnato alla nuova Circoscrizione Nord.
Nel 2014 a seguito dell'abolizione delle circoscrizioni per i nuovi limiti imposti dalla legge 191/2009, la Giunta Del Bono decise di ricostituire gli organi consultivi di rappresentanza dei quartieri. Le prime elezioni del consiglio di quartiere si tennero in tutta la città il 14 ottobre.

## Monumenti e luoghi d'interesse

### Architetture religiose

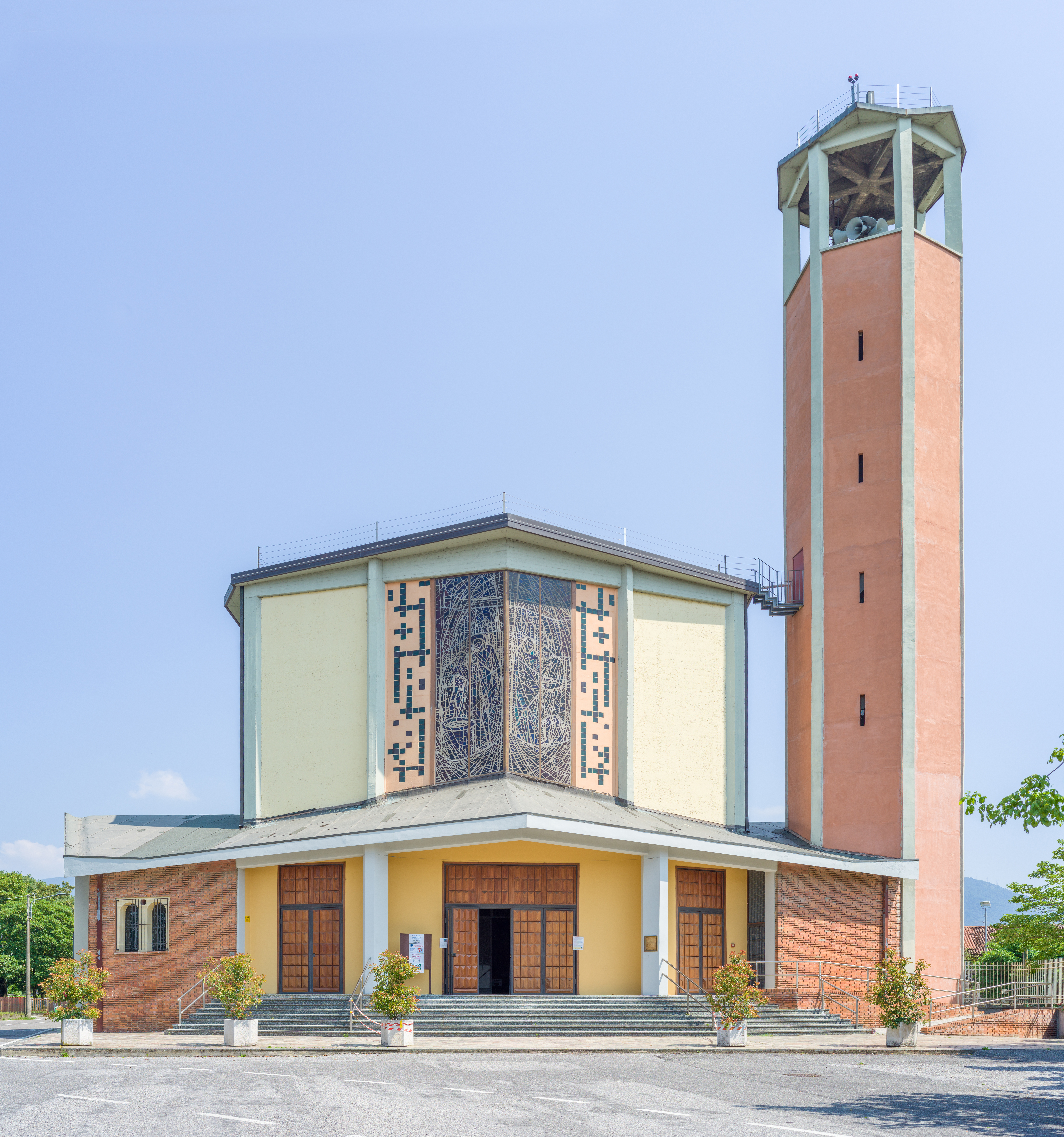
La nuova chiesa di San Bartolomeo

- prima chiesa di san Bartolomeo apostolo, originaria chiesa del Lazzaretto;[22]
- seconda chiesa di san Bartolomeo apostolo, edificata negli anni Sessanta del Novecento.

## Cultura

### Istruzione
Presso il quartiere ha sede la scuola primaria Giambattista Melzi, letterato nato nel soppresso comune di San Bartolomeo, e gli istituti scolastici superiori Tartaglia-Olivieri e Abba-Ballini.

### Museo del ferro
Il Museo del ferro è stato aperto nel 2001 presso un antico maglio in via del Manestro. Si tratta del primo polo museale del Museo dell'industria e del lavoro di Brescia e si sviluppa come un breve percorso espositivo che racconta l'impiego della forza idraulica nella lavorazione del ferro.

## Infrastrutture e trasporti
San Bartolomeo è servita dalla linea 11 (Botticino-Sant'Eufemia-San Bartolomeo-Collebeato) della rete di trasporti urbani di Brescia.

## Amministrazione

### Sindaci del Regno d'Italia
| Periodo | Periodo | Primo cittadino   | Partito | Carica  | Note   |
| ------- | ------- | ----------------- | ------- | ------- | ------ |
| 1860    | 1861    | Carlo Dellai      |         | Sindaco | [ 25 ] |
| 1861    | 1869    | Agostino Vigliani |         | Sindaco | [ 26 ] |
| 1869    | 1880    | Archinto Lombardi |         | Sindaco | [ 27 ] |

### Storia locale
- Lisa Cesco, Diego Serino, 30 anni di partecipazione: l'esperienza delle circoscrizioni a Brescia. Circoscrizione Nord, Brescia, Comune di Brescia, 2010.
- Maurillio Lovatti, Marco Fenaroli, Governare la città. Movimento dei quartieri e forze politiche a Brescia 1967-77, Brescia, Nuova ricerca editrice, 1978.
- Michela Capra, "Vi sono due fiumi in questa parte di chiusure". Economia, società e cultura materiale nell'antico comune di San Bartolomeo (Brescia) e guida ai luoghi di interesse storico, Brescia, Fondazione Civiltà Bresciana, 2020.
- Le elezioni dei Consigli di Quartiere a Brescia nel 2014 (PDF), su comune.brescia.it. URL consultato il 9 gennaio 2021 (archiviato dall'url originale il 13 giugno 2022).

### Storia amministrativa
- San Bartolomeo, su LombardiaBeniCulturali, Regione Lombardia.
- Raccolta dei decreti del Governo provvisorio bresciano e di altre carte pubblicate a quell'epoca colle stampe. Volume secondo, Brescia, Tipografia dipartimentale del Mella, 1804.
- Raccolta delle leggi, proclami, ordini ed avvisi nell'anno VI Repubblicano. Tomo V, Milano, Luigi Velandini, 1798.
- Raccolta delle leggi, proclami, ordini ed avvisi nell'anno VII Repubblicano. Tomo VI, Milano, Luigi Velandini, 1798.
- Bollettino delle leggi del Regno d'Italia. Parte Prima. Dal I gennaio al 30 giugno 1805, Milano, Stamperia Reale, 1805.
- Atti del Governo di Lombardia. Parte Prima. Dal 1° Gennajo al 30 Giugno 1816, Milano, Imperial Regia Stamperia, 1816.
- Collezione celerifera delle leggi, decreti, istruzioni e circolari pubblicate nell'anno 1859, Torino, Stamperia Reale, 1860.